# Deutsche Kriminologische Gesellschaft
Die Deutsche Kriminologische Gesellschaft (DKG) war eine wissenschaftliche Vereinigung von Kriminologen, die 1959 als Alternative zur Kriminalbiologischen Gesellschaft gegründet wurde und sich 1989 in die Neue Kriminologische Gesellschaft auflöste, aus der dann 2007 die Kriminologische Gesellschaft (KrimG) wurde.

## Abwendung von der psychiatrischen Dominanz
Die Gründungsinitiative ging vom Mainzer Kriminologen Armand Mergen aus, der von 1959 bis 1984 auch als Präsident der Gesellschaft fungierte. Zu den acht Gründungsmitgliedern gehörten außerdem Max Horkheimer, Theodor W. Adorno und Fritz Bauer.
Satzungsgemäße Aufgabe der Gesellschaft war „die empirische, natur- und sozialwissenschaftliche Erforschung der Kriminalität und des kriminellen Menschen, der Verbrechensbegehung, der Verbrechensaufklärung und -bekämpfung sowie der sozialen Verteidigung gegen das Verbrechen“. Das entsprach einer Abwendung von der psychiatrisch dominierten Nachkriegs-Kriminologie und enthielt zudem auch eine kriminalistische Aufgabenstellung.

## Aktivitäten der Gesellschaft
Die DKG führte jährlich drei eintägige Fachtagungen durch, deren Ergebnisse in der von ihr herausgegebenen Kriminologischen Schriftenreihe publiziert wurden. Seit 1964 verlieh die Gesellschaft die Beccaria-Medaillen für besondere Verdienste um das Fach. Diese Tradition wird von der Kriminologischen Gesellschaft fortgeführt.